# Craig Eastmond
Craig Leon Eastmond (Wandsworth, 9 dicembre 1990) è un calciatore inglese, terzino destro del Wealdstone.

## Carriera
Ha giocato 4 partite nella prima divisione inglese ed una partita in Champions League con la maglia dell'Arsenal.

## Palmarès

### Club

#### Competizioni nazionali
- National League: 1

Sutton United: 2020-2021
- National League South: 1

Sutton United: 2015-2016

#### Competizioni giovanili
- FA Youth Cup: 1

Arsenal: 2008-2009